# Вахитов, Абдулхай Каюмович
Абдулхай Каюмович Вахитов (тат. Хәй Вахит; 20 декабря 1918, Мемдель (ныне Высокогорский район, Татарстан) — 7 июля 1978, Казань) — татарский советский драматург, писатель

, поэт и либреттист

, педагог. Заслуженный деятель искусств Татарской АССР (1968), Заслуженный деятель искусств РСФСР (1978), Лауреат Республиканской премии имени Габдуллы Тукая (1960). Считается одним из классиков татарской драматургии, его творчество стало заметным явлением в драматургии, стоял у истоков её обновления в 1960—1970-х годах.
Творческий псевдоним — Хай Вахит.

## Биография
Из крестьян.
После окончания школы поступил в Казанский театральный техникум. Из-за закрытия техникума, был вынужден прервать учёбу. В 1936—1937 годах учительствовал, затем снова приехал в Казань.
В 1937—1940 годах учился в Казанском музыкальном училище, позже работал в Республиканском ансамбле татарской песни и пляски.
Участник Великой Отечественной войны, служил разведчиком бронепоезда. Сражался на Белорусском фронте, дошёл с боями до Польши.
После окончания войны поступил в Казанскую консерваторию (по классу теория музыки), которую окончил в 1951 году. В 1956—1958 годах учился на Высших литературных курсах имени М. Горького в Москве. После занимался профессиональной писательской деятельностью. Член КПСС с 1952 года

## Творчество
Дебютировал как драматург в 1937 году. В 1938 году опубликованы пьесы «Канлы куллар» («Кровавые руки»), «Соры кортлар» («Трутни») и сборник стихов «Дулкыннар» («Волны»).
В 1950-е годы вышли в свет его сборники для детей «Безнең авылда» («В нашей деревне»), «Якты юл» («Светлый путь») и на русском языке «Весна идёт».
Автор драмы «Скрытые следы» (1956, Татарский передвижной театр). В 1961 году за пьесу «Первая любовь» (Театр имени Г. Камала) ему была присуждена премии имени Габдуллы Тукая.
Комедия «Первая любовь» ставилась в татарских и башкирских театрах, Узбекском драматическом театре имени Хамзы и др.
В 1962 в Татарском театре им. Г. Камала и Башкирском академическом театре была поставлена комедия «Добро пожаловать», в 1963 г. — драма «Где же ты?». Пьеса «Полёт ласточки» (1965) поставлен в Татарском театре им. Г. Камала и др. театрах. Его пьесы явились выражением «оттепельных» настроений в татарской драматургии.
Хай Вахит внёс значительный вклад в развитие татарского оперного искусства, он автор либретто опер «Самат» (1957), «Дим буенда» («На берегу Дёмы», 1965), «Җиһангир» («Джигангир», 1976) «Наёмщик» и музыкальных комедий «Мәхәббәт җыры» («Песня любви», 1971), «Кияүләр» («Женихи», 1975).
С 1956 года — член Союза писателей Татарстана.

## Избранные произведения
- «Беренче мәхәббәт» («Первая любовь», 1960),
- «Кайда соң син?» («Где же ты?», 1964),
- «Соңгы хат» («Последнее письмо», 1966),
- «Мәхәббәтең чын булса» («Если любовь настоящая», 1972),
- «Давыл» («Буря», 1973),
- «Ике киленкилендәш» («Две невестки», 1976) и др.

## Известные адреса
- Казань, Крайняя улица, дом 7, кв. 7.[1]